# Britney Spears Live: The Femme Fatale Tour
Britney Spears Live: The Femme Fatale Tour es un especial en concierto del año 2011 de la cantante pop estadounidense Britney Spears, creado sobre la base de las presentaciones del 13 y 14 de agosto de 2011 de su Femme Fatale Tour. Filmado en el Air Canada Centre de Toronto, el espectáculo fue grabado en 2D y 3D por la empresa 3ality Digital y estrenado por el canal Epix el sábado 12 de noviembre de 2011 exclusivamente en Estados Unidos. Previo a ello, la BBC Worldwide compró sus derechos de transmisión posterior fuera de aquel país. Por su parte, Britney Spears Live: The Femme Fatale Tour contó con recepciones diversas por parte de la crítica.

## Antecedentes
El 12 de agosto de 2011 Spears anunció a través de su cuenta de Twitter que el espectáculo en el Air Canada Centre de Toronto de su Femme Fatale Tour sería transmitido por el canal Epix y lanzado en los formatos DVD y BD. A minutos del anuncio, el tráfico en los sitios de Epix se duplicó y Britney Spears se convirtió en trending topic mundial en Twitter. El espectáculo, inicialmente llamado Britney Spears: Femme Fatale, fue grabado en 2D y 3D por 3ality Digital con el objetivo de ser estrenado en noviembre de 2011 por Epix, así como también por Epix on Demand y EpixHD.com. Al respecto, el presidente y Ejecutivo en Jefe Oficial de la empresa, Mark Greenberg, sostuvo: «Epix se dedica a acercar a los fans a los talentos que les gustan y estamos muy complacidos de conectar a esta verdadera estrella icónica americana con su gran y apasionada base de fans». Con ello este fue el primer concierto televisado de la artista desde que su The Onyx Hotel Tour fue transmitido por Showtime el 28 de marzo de 2004. El estreno del espectáculo fue programado para el 12 de noviembre de 2011 a las 20:00 ET. Previo a ello, el 9 de septiembre de 2011, la Corporación Británica de Radiodifusión (BBC) anunció que la BBC Worldwide compró los derechos de transmisión del espectáculo fuera de Estados Unidos. Mientras la versión en 2D la transmitirá la Nochebuena de 2011, la versión en 3D lo hará en febrero de 2012. Junto a los conciertos de Alice Cooper y Elbow, el Femme Fatale Tour será una de las primeras ofertas musicales de la BBC Worldwide. Este además fue transmitido en la edición 2011 de la feria de televisión y entretenimiento Mipcom. Dos avances del espectáculo fueron publicados el 13 de septiembre y el 10 de octubre de 2011, respectivamente. Asimsimo, fragmentos de algunos números, incluyendo los de «3», «(Drop Dead) Beautiful», «I'm a Slave 4 U» y «Boys», fueron publicados días antes de su estreno.

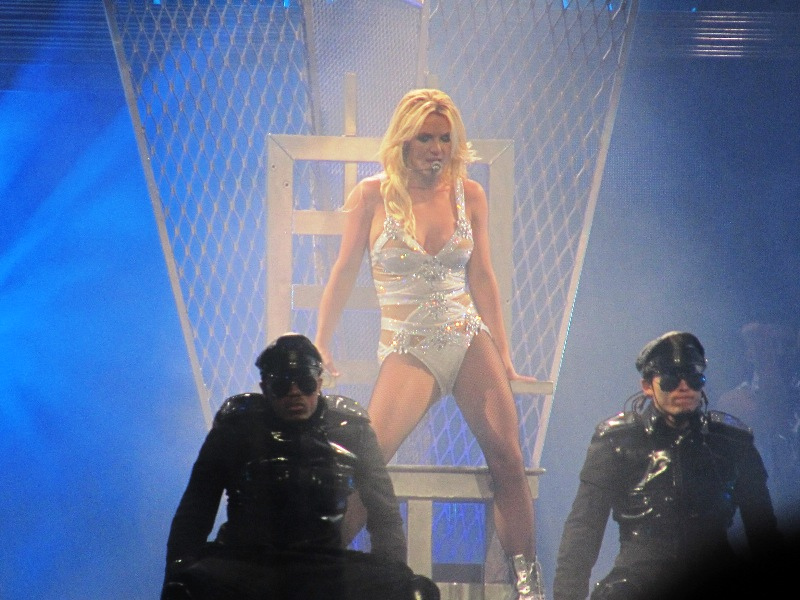
Britney Spears interpretando a «Hold It Against Me» en el Femme Fatale Tour.

## Contenido
El espectáculo, dividido en cinco actos, retrata una historia en la que Spears es un agente secreto perseguido por un acosador, quien es interpretado por Rudolf Martin. El acto de apertura comienza con el número de «Hold It Against Me» y retrata el escape de prisión de la artista, junto a otras internas femeninas. El acto siguiente se basa en movidos números de baile, incluyendo «Big Fat Bass» con will.i.am de The Black Eyed Peas en las pantallas de fondo, y «Lace and Leather», en el que la artista realiza un baile del caño a un miembro de la audiencia. El tercer acto se basa en un tema egipcio/indio con pirotecnias y acrobacias, y cuenta con la aparición de Sabi durante el número de «(Drop Dead) Beautiful». El acto siguiente, ambientado en Londres, muestra rutinas energéticas e indumentarias de motociclistas. El acto final comienza con un interludio de Spears capturando al acosador, y continúa con el número inspirado en Tokio de «Toxic», en el que la artista se defiende de un grupo de ninjas. El espectáculo finaliza con el número apocalíptico de «Till the World Ends», el que cuenta con la aparición de Nicki Minaj, interpretando su verso del Femme Fatale Remix de la canción.

## Recepción crítica
Jocelyn Vena de MTV señaló: «Mira cameos de Nicki Minaj y Sabi, bailes asesinos, hermosos diseños de vestuario, elaboradas configuraciones de escenario y un listado de canciones que incluso el más grande crítico de Britney no podría resistir bailar». Tanner Stransky de Entertainment Weekly lo evaluó B+ y sostuvo que el espectáculo «es un placer de música pop y una lección de cómo debe ser el escenario de un tour. Viéndolo en televisión [...] es ciertamente del siguiente nivel». Stransky añadió que el especial «evoca una experiencia enfocada en detalles que permiten ver pequeñas cosas, desde los pobres intentos de Spears de ocultar su playback a las maravillas musculosas que son sus bailarines». Neal Justin del periódico Star Tribune sostuvo que el especial «demuestra de una vez por todas que Spears ha perdido su habilidad de bailar. Los caros conjuntos de piezas son impresionantes, pero la inhabilidad de la "cantante" de sacudir su trasero es absolutamente criminal». Kelsea Stahler del New York Post criticó varios elementos del espectáculo, incluyendo su línea de historia y sus vestuarios. Además, señaló: «Sabes que estás para decepcionarte, pero es Britney. Así que tienes que verlo. [...] Tu espinilloso yo adolescente prometió que amarías a Britney por siempre, sin importar lo que pasara; y parte de ti todavía lo cree». Joshua Gillin del periódico St. Petersburg Times sostuvo que el espectáculo «habría sido muuuy [sic] hot, como hace siete años. Ahora puedes obsesionare con su obvio playback desde la comodidad de tu propio hogar y con mucho gusto por no haber pagado $80 para ver esto».

## Publicación en video

### Listado de pistas
| DVD/Blu-ray |                                                       |          |  |
| N.º         | Título                                                | Duración |  |
| 1.          | «The Game of Cat and Mouse Video»                     | 02:10    |  |
| 2.          | «Hold It Against Me»                                  | 04:35    |  |
| 3.          | «Up n' Down»                                          | 03:25    |  |
| 4.          | «3»                                                   | 04:02    |  |
| 5.          | «Piece of Me»                                         | 01:45    |  |
| 6.          | «Sweet Seduction Video»                               | 02:35    |  |
| 7.          | «Big Fat Bass» (con will.i.am)                        | 04:06    |  |
| 8.          | «How I Roll»                                          | 03:36    |  |
| 9.          | «Lace and Leather»                                    | 03:19    |  |
| 10.         | «If U Seek Amy»                                       | 03:56    |  |
| 11.         | «Temptress Video»                                     | 02:20    |  |
| 12.         | «Gimme More»                                          | 03:27    |  |
| 13.         | «(Drop Dead) Beautiful» (con Sabi)                    | 03:52    |  |
| 14.         | «Don't Let Me Be the Last to Know»                    | 03:20    |  |
| 15.         | «Boys»                                                | 04:05    |  |
| 16.         | «Hotel Room Video»                                    | 02:02    |  |
| 17.         | «...Baby One More Time»                               | 01:36    |  |
| 18.         | «S&M»                                                 | 02:05    |  |
| 19.         | «Trouble for Me»                                      | 03:01    |  |
| 20.         | «I'm a Slave 4 U»                                     | 03:03    |  |
| 21.         | «I Wanna Go»                                          | 04:06    |  |
| 22.         | «Womanizer»                                           | 04:50    |  |
| 23.         | «Sexy Assassin Video» (Contiene elementos de "Scary") | 01:42    |  |
| 24.         | «Toxic»                                               | 04:53    |  |
| 25.         | «Till the World Ends» (con Nicki Minaj)               | 06:00    |  |
| 26.         | «Credits»                                             | 02:10    |  |

| Blu-ray bonus — Videos musicales |                                     |                     |          |  |
| N.º                              | Título                              | Director            | Duración |  |
| 1.                               | «Hold It Against Me» (Music video)  | Jonas Åkerlund      | 04:28    |  |
| 2.                               | «Till the World Ends» (Music video) | Ray Kay             | 03:55    |  |
| 3.                               | «I Wanna Go» (Music video)          | Chris Marrs Piliero | 04:33    |  |
| 4.                               | «Criminal» (Music video)            | Chris Marrs Piliero | 05:21    |  |

| Deluxe DVD — CD de remezclas |                                                            |                               |          |  |
| N.º                          | Título                                                     | Remezclador(es)               | Duración |  |
| 1.                           | «Hold It Against Me» (Jacob Plant Remix)                   | Jacob Plant                   | 03:58    |  |
| 2.                           | «Hold It Against Me» (Linus Loves Remix)                   | Linus Loves                   | 03:49    |  |
| 3.                           | «Hold It Against Me» (The Alias Club Remix)                | The Alias                     | 03:38    |  |
| 4.                           | «Till the World Ends» (Olli Collins & Fred Portelli Remix) | Olli Collins & Fred Portelli  | 03:30    |  |
| 5.                           | «Till the World Ends» (Billionaire Remix)                  | Sergei Hall & Kieron McTernan | 03:37    |  |
| 6.                           | «Till the World Ends» (Garyth Wyn Remix)                   | Garyth Wyn & Dave Parkinson   | 03:36    |  |
| 7.                           | «I Wanna Go» (Moguai Remix)                                | Moguai                        | 03:26    |  |
| 8.                           | «I Wanna Go» (Pete Phantom Remix)                          | Peter Hammerton               | 04:45    |  |
| 9.                           | «I Wanna Go» (Vada Remix)                                  | Harry Diamond                 | 03:20    |  |
| 10.                          | «Scary»                                                    |                               | 03:40    |  |

### Desempeño comercial
Tras su publicación en los formatos DVD y Blu-ray, Britney Spears Live: The Femme Fatale Tour se convirtió en éxito top 10 en ventas en varios mercados de alrededor del mundo. De manera particular, en Estados Unidos debutó en la posición número 2 de la lista Music Videos de Billboard, luego de vender alrededor de 19 mil copias durante su primera semana. El 16 de diciembre de 2011, Sony Music Global dio a conocer que Britney Spears Live: The Femme Fatale Tour fue certificado platino por la Asociación de Industria Discográfica de Estados Unidos (RIAA), luego de comercializar 100 mil copias en el país. Por otro lado, en Australia debutó en la posición número 8 de la lista de ventas de videos y fue certificado oro por la Asociación de Industria Discográfica de Australia (ARIA), luego de vender 7 500 copias.

### Listas
| País              | Lista de ventas     | Mejor posición |
| ----------------- | ------------------- | -------------- |
| América           |                     |                |
| Argentina         | Ranking Mensual DVD | 2              |
| México            | Ranking Mensual DVD | 1              |
| Estados Unidos    | Top Videos          | 2              |
| Europa            |                     |                |
| Bélgica (Flandes) | Top 10 Videos       | 10             |
| Bélgica (Valonia) | Top 10 Videos       | 4              |
| Finlandia         | Top Videos          | 5              |
| Francia           | Top Videos          | 4              |
| Hungría           | Top Videos          | 6              |
| Italia            | Top Videos          | 1              |
| Reino Unido       | Top 40 Videos       | 25             |
| Suecia            | Top Videos          | 6              |
| Suiza             | Top Videos          | 6              |
| Asia              |                     |                |
| Japón             | Top Videos          | 13             |
| Australasia       |                     |                |
| Australia         | Top 40 Videos       | 8              |